# Mk 34型魚雷
Mk 34型魚雷(原稱Mine Mk 44，技術上是Mk 34-1)是美國研發的魚雷，於1948年投入使用。Mk 34型魚雷是，在第二次世界大戰期間研發，固定翼飛機上發射的Mark 24 FIDO被動聲波制導魚雷的改進版。兩者主要差別在於Mark 24使用兩枚推進電池，搜索目標時可以同時運行，以達到更高的續航力和攻擊模式下有着更快的速度。
在1948-1954年，終止生產時，生產了約4,050枚魚雷。該魚雷在1958年左右被Mk 43型魚雷替換。

## 規格
- 長度︰125 寸(320 cm)
- 直徑︰19寸(48 cm)
- 鰭長︰26.4寸(67 cm)
- 重量︰1,150磅(520 kg)
- 彈頭重量︰116磅(53 kg) HBX
- 速度︰
  - 11節(20 km/h)(搜索模式)
  - 17節(31 km/h)(攻擊模式)
- 行程與續航力
  - 11節下(20 km/h)，30分鐘或12,000碼(11,000 m)
  - 17節下(31 km/h)，6-8分鐘或3,600碼(3,300 m)